# 须磨弥吉郎
须磨弥吉郎（日语：須磨 弥吉郎/すま やきちろう，1892年9月9日—1970年4月30日），别号升龙山人，室号梅花草堂，日本的政治家、外交官，曾驻上海刺探情报，并策反国民政府行政院机要秘书黄濬为日本间谍。

## 生平
1892年，出生于秋田县。
1919年，毕业于中央大学。
1927年，任驻华公使馆二等参赞。
1930年，任驻广州总领事。
1932年，任公使馆一等秘书。
1933年，任南京总领事兼使馆一等秘书。
1937年，任驻美大使馆参事。
1939年，任外务省情报部长。
1940年，任驻西班牙公使。
1946年，作为甲级战犯被捕。
1952年，褫夺公职。
1970年，去世。